# Sandra Zampa
Sandra Zampa (Mercato Saraceno, 16 maggio 1956) è una giornalista e politica italiana, dal 13 ottobre 2022 senatrice della Repubblica per il Partito Democratico.
È stata deputata alla Camera dal 29 aprile 2008 al 22 marzo 2018, vicepresidente del Partito Democratico dal 15 dicembre 2013 al 7 maggio 2017 e sottosegretaria di Stato al Ministero della Salute dal 16 settembre 2019 al 13 febbraio 2021 nel governo Conte II.

## Biografia

### Studi
Si è diplomata al liceo classico Vincenzo Monti di Cesena (Forlì-Cesena) e laureata in scienze politiche all'Università di Bologna, con una tesi sulla storia della Chiesa con il professor Giuseppe Alberigo. Ha proseguito gli studi post laurea sotto la guida del professor Alberigo dal 1981 fino al 1988; ha approfondito i temi della storia contemporanea, con particolare riferimento alle figure femminili del periodo pre e post conciliare, come borsista dell'Istituto per le scienze religiose di Bologna.

### Attività lavorative
Dopo l'iscrizione all'ordine dei giornalisti nel 1990, inizia a lavorare come giornalista e a collaborare con diverse riviste e quotidiani. Ha partecipato alla nascita dell'agenzia DIRE, società cooperativa nata per impulso di Tonino Tatò. Ha seguito la vita politica e le attività delle istituzioni nella sua regione, la nascita dei comitati per la Costituzione di don Dossetti, il "Viaggio nelle Cento Città" di Romano Prodi. Si è occupata dei temi religiosi della diocesi bolognese e dell'episcopato del Cardinal Biffi.
Nel 2001 è stata eletta nel direttivo dell'associazione della Stampa dell'Emilia-Romagna e fa parte della commissione pari opportunità della FNSI; in questa veste ha promosso un corso di formazione per giovani giornaliste della sua regione. Dal 2004 ha lavorato con Prodi come capo del suo ufficio stampa, prima come leader de L'Unione alle elezioni regionali del 2005 e poi come candidato premier de L'Unione alle elezioni politiche del 2006, con la responsabilità del coordinamento della comunicazione politica e dei rapporti con la stampa.

### Attività politica

#### Gli inizi e primi anni del Partito Democratico
Tra il 2006 e il 2008 ha ricoperto l'incarico di capo dell'ufficio stampa della Presidenza del Consiglio dei ministri durante il secondo governo presieduto da Romano Prodi. Ha avuto così l'occasione di partecipare ad alcune missioni internazionali tra le quali quella svoltasi in Cina, al vertice dell'Unione europea (UE) a Bruxelles e al vertice Africa-UE a Lisbona, alle visite ufficiali in Israele e Palestina, Bulgaria e Albania.
Nel 2007 aderisce alla fondazione del Partito Democratico (PD), con cui alle elezioni politiche del 2008 viene candidata alla Camera dei deputati, tra le sue liste nella circoscrizione Emilia-Romagna in decima posizione, risultando eletta deputata. Nella XVI legislatura della Repubblica è stata membro e capogruppo per il PD nella Commissione parlamentare per l'infanzia e l'adolescenza, oltreché componente della 14ª Commissione Politiche dell'Unione europea (2008-2012) e della 9ª Commissione Trasporti, poste e telecomunicazioni (2012-2013), facendo da relatrice della legge istitutiva dell'Autorità garante per l'infanzia e l'adolescenza approvata nel 2011.
Alle elezioni primarie del PD nel 2009 sostiene la mozione di Pier Luigi Bersani, ex ministro dello sviluppo economico nel secondo governo Prodi, che risulterà vincente con il 53% dei voti, con cui diventa membro dell'Assemblea nazionale e della Direzione nazionale del PD.
Nel 2012 ha sostenuto la mozione di Bersani alle primarie di "Italia. Bene Comune" per la scelta del leader della coalizione di centro-sinistra e candidato alla Presidenza del Consiglio.

#### Rielezione alla Camera
A dicembre 2012 partecipa alle elezioni primarie "Parlamentarie” del PD per scegliere i candidati al Parlamento alla imminenti elezioni politiche, posizionandosi con 5.715 preferenze al sesto posto su quattordici candidati a Bologna, venendo ricandidata alla Camera, dalla direzione nazionale del PD, tra le sue liste nella medesima circoscrizione in ventesima posizione, venendo rieletta a Montecitorio. Nel corso della XVII legislatura ha fatto parte della 7ª Commissione Cultura, scienza e istruzione (2013-2014), della 3ª Commissione Affari esteri e comunitari (2014-2018), della Delegazione italiana presso l'Assemblea parlamentare del Consiglio d'Europa, del Comitato permanente sull'attuazione dell'agenda 2030 e gli obiettivi di sviluppo sostenibile e del Comitato permanente sui diritti umani, oltre a ricoprire l'incarico di vicepresidente della Commissione parlamentare per l'infanzia e l'adolescenza.
Ad ottobre 2013 pubblica il libro monografia "I tre giorni che sconvolsero il PD", dove approfondisce cos'è successo durante l'elezione del Presidente della Repubblica del 2013 e racconta le vicende che portarono all'affondamento della candidatura di Prodi e la rielezione di Giorgio Napolitano.

#### Vicepresidente del Partito Democratico
Alle primarie del PD del 2013 sostiene la mozione di Pippo Civati, deputato ed ex consigliere regionale della Lombardia, che però arriverà terzo con il 14% dei voti dietro al sindaco di Firenze Matteo Renzi (67%) e Gianni Cuperlo (18%). Il successivo 15 dicembre viene eletta vicepresidente del PD, insieme a Matteo Ricci, presieduto da Gianni Cuperlo prima e Matteo Orfini poi. Fino alla sua elezione a vicepresidente dell'Assemblea Nazionale del PD, è stata portavoce di Romano Prodi e della Fondazione per la Collaborazione tra i Popoli.
Il 4 maggio 2015 è tra coloro che non partecipa al voto dell'Italicum, la nuova legge elettorale approvata dalla Camera.
Alle primarie del PD del 2017 sostiene la mozione di Andrea Orlando, ministro della giustizia nei governi Renzi e Gentiloni ed esponente dell’area socialdemocratica del PD, di cui è responsabile alla comunicazione, ma che tuttavia arriverà secondo con il 19,96% dei voti rispetto al 69,17% del segretario uscente Renzi.

#### Candidatura al Senato
Alle elezioni politiche del 2018 viene candidata al Senato della Repubblica nel collegio uninominale Emilia-Romagna - 03 (Ferrara), sostenuta dalla coalizione di centro-sinistra in quota PD, raccogliendo il 30,7% dei voti e venendo superata dal candidato del centro-destra, in quota Fratelli d'Italia (FdI), Alberto Balboni (34,36%), risultando quindi non eletta.
Rimasta esclusa dal Parlamento per la XVIII legislatura, diventa consulente giuridico esperto in diritti umani dell'infanzia e dell'adolescenza al Comitato interministeriale per i diritti umani; è esperto aggiuntivo presso il Dipartimento per le pari opportunità della Presidenza del Consiglio dei Ministri; è vicepresidente del Consiglio Italiano dei Rifugiati.

#### Sottosegretaria ed Esperta al Ministero della salute
In seguito alla nascita del secondo governo presieduto da Giuseppe Conte sostenuto da PD, Movimento 5 Stelle e Liberi e Uguali, il 13 settembre 2019 viene nominata dal Consiglio dei Ministri come sottosegretario di Stato al Ministero della Salute, insediandosi il 16 settembre, affiancando il ministro Roberto Speranza e rimanendo in carica fino alla fine del governo. Durante il suo mandato si è occupata della risposta alla pandemia di COVID-19 in Italia, impegnandosi nell'acquisto di numerosi nuovi ventilatori meccanici e l'importazione di un milione e mezzo di mascherine chirurgiche dal Sudafrica.
Con la nascita del governo Draghi ottiene l'incarico di esperta del Ministero della salute per gli aspetti comunicativi degli affari interni e delle relazioni internazionali. Il 18 marzo 2021 Enrico Letta, neo-segretario del PD, la nomina, assieme ad altre 15 persone, nella segreteria nazionale del partito, incaricandola della responsabilità salute.

#### Elezione a senatrice
Alle elezioni politiche anticipate del 2022 viene ricandidata al Senato sia nel collegio uninominale Liguria - 01 (Genova), sostenuta dalla coalizione di centro-sinistra, che come capolista del Partito Democratico - Italia Democratica e Progressista (PD-IDP) nel collegio plurinominale Emilia Romagna - 02; nell'uninominale raccoglie il 28,51% dei voti e viene superata dal candidato del centro-destra, in quota FdI, Gianni Berrino (44,93%), mentre nel plurinominale risulta questa volta eletta senatrice. Nella XIX legislatura è membro della 10ª Commissione Affari sociali, sanità, lavoro pubblico e privato, previdenza sociale, segretaria del gruppo parlamentare PD-IDP a Palazzo Madama e vicepresidente della Delegazione italiana presso l'Assemblea parlamentare del Consiglio d'Europa.
Alle primarie del PD del 2023 sostiene la mozione di Stefano Bonaccini, presidente della Regione Emilia-Romagna, ma che viene sconfitto dalla deputata del PD Elly Schlein.

## Opere
- I Tre giorni che sconvolsero il PD, 2018.